# Venskab og Fjendskab
Venskab og Fjendskab er en film med ukendt instruktør.